# 篠田綾子
篠田 綾子（しのだ あやこ、1927年(昭和2年) - ）は、日本の翻訳家。上海生まれ。熊本県出身。旧姓・河内。1952年東京大学文学部英文学科卒。篠田一士の妻。

## 翻訳
- ジーン・リース『広い藻の海 ジェイン・エア異聞』河出書房新社、1973
- レナート・ポッジョーリ『アヴァンギャルドの理論』晶文社、1988、オンデマンド版2007
- フランク・オコナー「二人の里子」『ギャラリー世界の文学5　イギリスⅣ』集英社、1990
- エリザベス・ボーエン『ローマ歴史散歩』晶文社、1991
- ジェイ・パリーニ『終着駅 トルストイの死の謎』晶文社、1996
  - 『終着駅 トルストイ最後の旅』新潮文庫、2010
- イリス・オリーゴ『プラートの商人 中世イタリアの日常生活』白水社、1997、新版2008
- ドリス・レッシング『夕映えの道 よき隣人の日記』集英社、2003
- ヘルベルト・プルチョウ『茶道と天下統一 ニッポンの政治文化と「茶の湯」』日本経済新聞出版社、2010

## 参考
- [ISBN 978-4-532-16746-2]
- 追悼篠田一士 渋沢孝輔、岡田隆彦、荒川洋治「現代詩手帖」1989-05